# 浄光院 (葛飾区)
浄光院（じょうこういん）は、東京都葛飾区にある真言宗豊山派の寺院。

## 歴史
永禄年間（1558年-1570年）、法印僧仁坊によって開山された。室町時代後期の鎌倉新田開拓時に創建したものと推測される。
鎌倉八幡神社の別当寺であった。
長らく寺運衰微の状態であったが、昭和後期に本堂を新築した。

## 交通アクセス
- 京成小岩駅より徒歩7分（経路案内）

。